# Dietisberg
Dietisberg ist ein Weiler in der Gemeinde Wünnewil-Flamatt. Er liegt auf der gleichnamigen Anhöhe südlich des Ortes Wünnewil auf 651 m ü. M.

Ausblick vom Dietisberg

Dietisberg liegt an der Verbindungsstrasse von Schmitten FR nach Ueberstorf, auf einer offenen Geländezunge genau südlich von Wünnewil. Die rund 70 m tiefen Taleinschnitte des Zirkelgrabens und der Taverna trennen das Dorf von Wünnewil, welches durch eine Nebenstrasse erreichbar ist. Dietisberg wird vom öffentlichen Verkehr nicht bedient.
Im Weiler Dietisberg gab es im Mittelalter eine Ritterburg. Die Ritter von Dietisberg sind für die Zeit von 1173 bis 1394 nachgewiesen. In Dietisberg gibt es auch eine Kapelle, welche dem heiligen Wendelin geweiht ist.